# Leobodes mirabilis
Leobodes mirabilis är en kvalsterart som beskrevs av Aoki 1965. Leobodes mirabilis ingår i släktet Leobodes och familjen Nippobodidae. Inga underarter finns listade i Catalogue of Life.